# Carbaminohemoglobina
La Carbaminohemoglobina, también llamada carbohemoglobina, es un término bioquímico que se refiere a ciertos aminoácidos de la molécula hemoglobina que se han asociado al dióxido de carbono (CO2). La carbaminohemoglobina es una de las formas fisiológicas en las que el CO2 viaja por la sangre. La unión de CO2 hace que la hemoglobina tenga una afinidad disminuida por el oxígeno (O2).

## Estructura molecular
La carbaminohemoglobina es un compuesto que se une a la hemoglobina en la sangre. La hemoglobina es una proteína que se encuentra en los glóbulos rojos y es crucial para transportar oxígeno desde los pulmones a los tejidos y órganos. La hemoglobina también juega un papel importante en el transporte de dióxido de carbono desde los tejidos a los pulmones para la exhalación.
La estructura de la carbaminohemoglobina puede describirse como la unión del dióxido de carbono a los grupos amino de las cadenas globales de la hemoglobina. El proceso de unión del dióxido de carbono a la hemoglobina se conoce generalmente como formación de carbamino. Esta es la fuente de donde la proteína recibe su nombre, ya que es una combinación de carbamino y hemoglobina.

## Fisiología
El CO2 se asocia a la globina, haciendo que la hemoglobina pase a llamarse carbohemoglobina o carbaminohemoglobina. Esta unión del CO2 con la hemoglobina es una unión reversible y es uno de los principales métodos de transporte para la eliminación de CO2 en los pulmones. Entre un 5-10% del CO2 proveniente de los tejidos viaja disuelto en la sangre. Aproximadamente un 25% del CO2 viaja unido a proteínas, como es el caso de la carbohemoglobina. El CO2 restante (un 70%) viaja en la forma de bicarbonato.
La hemoglobina desoxigenada—como es el caso a nivel de los tejidos—tiene una mayor afinidad por el CO2, explicado por el efecto Haldane. De modo que cuando la sangre llega a los tejidos del cuerpo y libera allí el oxígeno requerido para el metabolismo normal, su liberación favorece la fijación de CO2 para su subsecuente liberación o eliminación a través de los pulmones.